# Aron Ralston

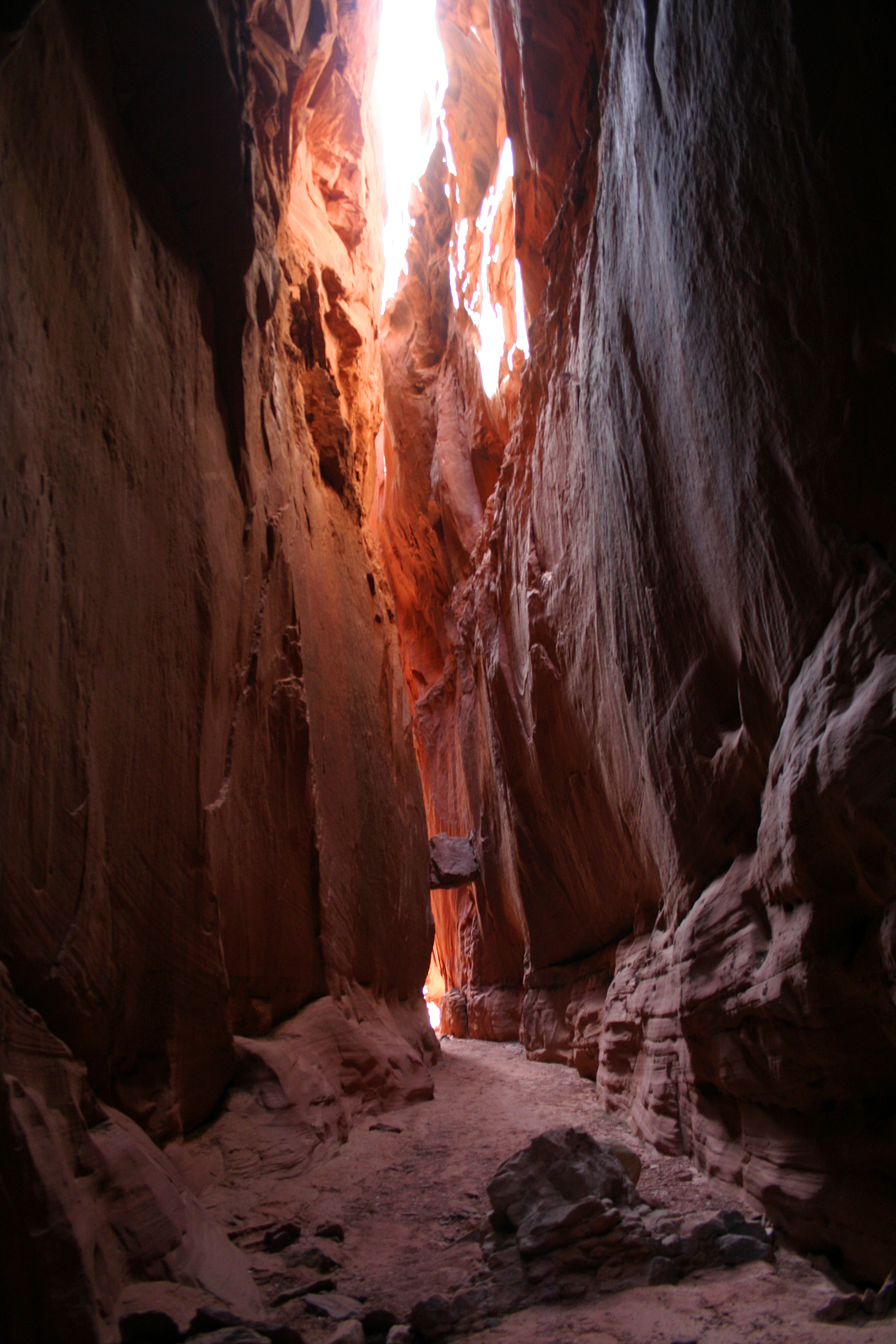
Foto do canyon onde Aron Ralston ficou preso

Aron Lee Ralston (27 de outubro de 1975) é um alpinista, caminhante e engenheiro norte-americano. Ganhou atenção mundial midiática em abril de 2003,quando escalava um canyon em Wayne County, Utah. Ralston após ficar preso por uma pedra na fenda para onde caiu, foi obrigado a amputar o próprio braço direito com um canivete. Foi a única forma para viver e sair daquele afastado local. Poderia demorar semanas até ser encontrado e dificilmente sobreviveria à hemorragia.  O incidente está documentado na autobiografia Between a Rock and a Hard Place(Uma empolgante história de Sobrevivência), de 2004 e é o tema do filme  127 Hours. Foi também referenciado no episódio 2 da primeira temporada da série Man vs. Wild do Discovery Channel, e também num episódio de Sozinhos na Selva do Discovery Channel, e referenciado no filme DeadPool pelo personagem principal em uma das cenas.
Em agosto de 2009, Aron casou-se com Jessicca Trusty. O seu primeiro filho, Leo, nasceu em fevereiro de 2010.

## Acidente
Em 26 de abril de 2003, Aron estava caminhando pelo Blue John Canyon, no Condado de Wayne, no Utah, a sul do Horseshoe Canyon, próximo do Parque Nacional Canyonlands. Enquanto Ralston descia o Blue John Canyon, uma rocha suspensa que ele escalava se soltou, esmagando seu braço direito e prendendo-o contra a parede do cânion. Ralston não avisou ninguém sobre sua viagem, assim ninguém procuraria por ele. Assumindo que morreria, ele passou cinco dias e sete horas bebendo o restante de sua água, aproximadamente 350ml e seus últimos pedaços de comida, dois burritos, enquanto tentava amputar seu braço. Seus esforços foram inúteis ao tentar remover seu braço debaixo da rocha de 500 quilos, após três dias tentando levantar e quebrar a pedra, o delirado e desidratado Aron se preparou para amputar seu braço preso em uma parte em cima de seu cotovelo, para escapar. Ele experimentou seus torniquetes e fez alguns exploráveis cortes em seu braço, nos primeiros dias. No quarto dia, Ralston notou que para se libertar, ele teria que cortar os ossos dentro de seu antebraço, mas as ferramentas que ele tinha não foram suficientes. Quando Ralston ficou sem água e comida no quinto dia, foi forçado a beber sua própria urina. Ele escreveu seu nome, data de nascimento e data de "morte" na parede do cânion, e grava seu último adeus para sua família. Aron não achou que ia sobreviver a essa noite. Após acordar no pôr-do-sol no dia seguinte, ele novamente ganha coragem para quebrar os ossos, ele então, executou a amputação, do qual levou uma hora com seu canivete multi-uso, do qual incluía uma faca dupla. Após se libertar, ele ainda teve que voltar para seu carro, ele escalou para fora do cânion onde ficou preso, desceu uma altura de 20 metros do chão com uma só mão, e depois caminhou no sol fervente. Ele estava a 8 km de seu veículo, e não tinha celular. Mesmo assim, enquanto caminhava, encontrou uma família dos Países Baixos em um dia de caminhada, Eric e Monique Meijer e o filho deles, Andy, que lhe deram comida e água e avisaram as autoridades. Ralston teve medo de sangrar até morrer, e perdeu 18 quilos, incluindo 25% de seu sangue. Felizmente, as autoridades alertadas pela família de Ralston que ele estava desaparecido, procuravam por ele de helicóptero. Ralston foi resgatado seis horas depois de amputar seu braço. Ralston disse que se ele tivesse amputado seu braço antes, ele teria sangrado até a morte e se ele não tivesse feito isso ele teria sido encontrado morto no cânion dias depois. Mais tarde, seu antebraço amputado foi recolhido por autoridades do parque. De acordo com o apresentador de TV Tom Brokaw, treze homens, um guincho e uma furadeira foram necessários para remover o braço de Aron. Seu braço então foi cremado e as cinzas foram-lhe dadas.

## Depois do acidente

### Escaladas e aventuras
Depois do acidente, Aron continuou a escalar montanhas frequentemente, incluindo participar de uma expedição em 2008 para escalar o Ojos del Salado no Chile e o Monte Pissis, na Argentina. Enquanto Ralston afirma que pretende escalar o Monte Everest, ele não acompanhou o explorador polar Eric Larsen para sua expedição "Salve os Polos" em 2010.

## Livro
- Ralston, Aron (2011). 127 Horas: Uma empolgante história de sobrevivência. [S.l.]: Seoman. ISBN 9788598903255